# Banara riparia
Banara riparia é uma espécie de planta da família Salicaceae. É endémica do Equador. Os habitats naturais desta espécie são planícies de florestas subtropicais ou tropicais húmidas ou florestas montanhosas subtropicais e tropicais húmidas.